# .es
.es este un domeniu de internet de nivel superior, pentru Spania (ccTLD).